# Gnophos latefasciata
Gnophos latefasciata är en fjärilsart som beskrevs av Nitsche 1926. Gnophos latefasciata ingår i släktet Gnophos och familjen mätare. Inga underarter finns listade i Catalogue of Life.